# ウィン・ラスベガス
ウィン・ラスベガス（Wynn Las vegas）は、アメリカ合衆国ネバダ州ラスベガスにあるウィン・リゾーツ社が経営する統合型リゾート（IR）である。

## 概要
「ラスベガスを変えた男」と呼ばれるスティーブ・ウィンが、ミラージュ、トレジャー・アイランド、ベラージオに続き、プランニングして 2006年に完成させたラスベガス最新の豪華リゾート。ウィン自身の名を冠したホテルであり、ホテルのロゴマークはサインを図案化したものである。
建設には27億ドルとも言われる巨額の費用がかかっており、パチンコやギャンブル機の製造会社であるアルゼなどの日本企業が多く出資している。ホテルにアルゼの名前が大きく出ているわけではないが、日本食レストラン「OKADA」にアルゼ会長の岡田和生の名が冠されているなど、その関連を見ることができる。
現在、新館アンコールを拡張中。

## アトラクション

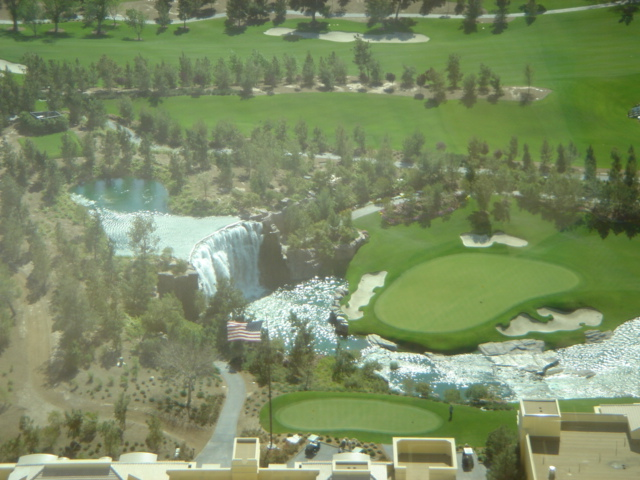
18番ホール

- Penske-Wynn Ferrari-Maserati dealership フェラーリとマセラティのディーラーが入居している。ショールームへの入場は有料である。
- Lake of Dreams 3エーカーの広さを持つ人工湖と滝を使った無料のアトラクションショー
- Wynn Golf and Country Club 18ホールの本格的なゴルフコースが併設されている[1]
- Le Rêve アクロバットショー
- スパマロット 映画「モンティ・パイソン・アンド・ホーリー・グレイル」を元にしたコメディミュージカル

### 過去のアトラクション
- The Wynn Art Collection セザンヌやモネなどスティーブ・ウィン所有の絵画を展示していた。2006年に終了。
- アベニューQ ニューヨークを舞台にしたミュージカル。2006年5月に終了。